# هيلين كريك
هيلين كريك (بالإنجليزية: Helen Craik)‏ (1751 - 1825)؛ شاعرة، كاتِبة وروائية بريطانية.